# Antoine de Galbert
Pour les articles homonymes, voir Galbert et Defforey.
Antoine de Galbert-Defforey, né le 20 octobre 1955 à Grenoble, est un collectionneur d'art contemporain et mécène français.
Il est particulièrement connu pour être le créateur de la Fondation Antoine de Galbert, une fondation d'utilité publique à but non lucratif dont la vocation est de promouvoir les différentes formes de la création actuelle au travers d'expositions temporaires, et de La Maison rouge, son espace d'exposition.
Le 28 octobre 2018, l'établissement ferme définitivement ses portes, la fondation Antoine de Galbert continuant de soutenir la création.

## Biographie
Arrière-petit-fils d'un industriel isérois et orphelin à l'âge de trois ans, Antoine de Galbert-Defforey est adopté par son beau-père, Charles Defforey, qui lui transmet son nom et lui lègue sa fortune.
Diplômé de l'Institut d'études politiques de Grenoble en 1979 et héritier du groupe Carrefour, il devient contrôleur de gestion de supermarchés en 1980 avant d'ouvrir une galerie d'art à Grenoble en 1987. Il se constitue peu à peu une collection et, à la fermeture de cette galerie, songe à la réunir autour d'une fondation d'intérêt général — la Fondation Antoine de Galbert — afin d'affirmer ses positions et son engagement dans l'art contemporain. En 2001, il acquiert une friche industrielle de 2 500 m2 sur le boulevard de la Bastille à Paris et lance une demande d'obtention de reconnaissance d'utilité publique afin d'ouvrir en 2004 La Maison rouge, espace d'exposition de la fondation, avec la vocation de promouvoir les différentes formes de la création actuelle au travers d'expositions temporaires.
Inquiet de l'explosion financière de l'art contemporain — « Le monde de l’art est un immense fourre-tout où des gens passionnants et honnêtes côtoient des clowns dangereux » —, il ne se considère pas comme un collectionneur investisseur et affirme que l’aventure humaine de sa fondation est presque plus importante que ce que l'on peut y exposer.
En avril 2018, il annonce faire don de sa collection de 500 coiffes ethniques de chasseurs, de guerriers, de chamanes et de sorciers au musée des Confluences à Lyon,.
Le 28 octobre 2018, Antoine de Galbert annonce la fermeture définitive de la Maison rouge après avoir justifié en 2017 qu'une éventuelle fin de l'aventure était programmée,, tandis que la fondation reconnue d'utilité publique continue de soutenir la création. Elle aide, promeut et défend la création dans le domaine de l’art moderne et contemporain. Les missions de la fondation sont de soutenir l’apprentissage de l’histoire de l’art et la formation des futurs artistes. Elle acquiert également des œuvres destinées à enrichir les collections de certains musées. Elle prend en charge des bourses de recherche, des résidences ou des projets de catalogues.

## Expositions de la collection
- Une histoire d'images.  16 décembre 2023 – 3 mars 2024 au musée de Grenoble. À partir d’un important don du collectionneur, le musée propose une exposition de 95 photographes — réputés ou anonymes —, témoins du Xxe siècle[13].
- Traverser la nuit. Œuvres de la collection Antoine de Galbert - commissaire : Noëlig Le Roux. 12 mars – 29 août 2022 au MAAT Musée d'Art, Architecture et Technologie à Lisbonne (Portugal)[14]
- Grand Bazar. Choix de Jean-Hubert Martin dans la collection Antoine de Galbert. 26 juin – 3 octobre 2021 au Château d’Oiron - Centre des Monuments Nationaux[15]
- Burning House. Extraits de la collection Antoine de Galbert. 2 octobre 2020 – 10 janvier 2021 au Muzeum Sztuki, Łódź (Pologne)[16]
- Un certain désordre. Extraits de la collection Antoine de Galbert. 5 septembre – 22 novembre 2020 au Multimédia Art Museum, Moscou (Russie)[17]
- Day for (your) Night. Collection vidéo d’Antoine de Galbert. 29 mai – 31 août 2020 (exposition en ligne) au SHED centre d’art contemporain de Normandie
- Le monde en tête. La donation de coiffes d’Antoine de Galbert. 6 juin 2019 – 23 août 2020 au Musée des Confluences, Lyon
- Cabinets de curiosités (parmi d’autres collections) - commissaires : Laurent Le Bon et Patrick Mauriès. 23 juin – 3 novembre 2019 au Fonds Hélène et Édouard Leclerc pour la culture, Landerneau
- Souvenirs de voyage. La collection Antoine de Galbert. 27 avril – 28 juillet 2019 au Musée de Grenoble
- 100 Portraits. La Collection Antoine de Galbert. 2 juillet – 23 septembre 2018 au Magasin Électrique (Association du Méjan et les Éditions Actes Sud), dans le cadre des Rencontres d’Arles
- Day for night. Collection vidéo d’Antoine de Galbert. 29 mai – 31 juillet 2016 au SHED Centre d’art de Normandie, Notre-Dame-de-Bondeville
- Elévations. Hommage des collectionneurs Bruno Decharme et Antoine de Galbert à Joseph Ferdinand Cheval. 30 avril – 30 août 2015 au Palais Idéal du Facteur Cheval, Hauterives
- Le mur. Œuvres de la collection Antoine de Galbert. 14 juin – 21 septembre 2014 à La maison rouge, Paris
- Voyage dans ma tête. La collection de coiffes ethniques d’Antoine de Galbert. 10 mars – 17 septembre 2012 au Musée dauphinois, Grenoble
- My Paris. Collection Antoine de Galbert. 1er octobre 2011 – 8 janvier 2012 au me Collectors Room Berlin
- Ainsi soit-il. Collection Antoine de Galbert – Extraits. 16 septembre 2011 – 2 janvier 2012 au Musée des beaux-arts de Lyon
- Joseph et moi. Antoine de Galbert – Joseph Denais, portrait croisé de collectionneurs. 9 juillet – 2 novembre 2011 au Musée Joseph Denais, Beaufort-en-Vallée
- Voyage dans ma tête. La collection de coiffes d’Antoine de Galbert. 12 juin – 26 septembre 2010 à La maison rouge, Paris
- Investigations of a Dog (Les recherches d’un chien, 2009-2011) - Exposition itinérante des collections des fondateurs de l’association FACE (Foundation of Arts for a Contemporary Europe). 22 juin – 30 octobre 2011 : Deste Foundation, Athènes. 17 février – 29 mai 2011 : Magasin III, Stockholm. 23 octobre 2010 – 16 janvier 2011 : La maison rouge, Paris. 15 mai – 5 septembre 2010 : Ellipse Foundation, Cascais. 21 octobre 2009 – 7 février 2010 : Fondation Sandretto Re Rebaudengo, Turin
- Je collectionne. 16 mai – 13 septembre 2009 à l'Espace Ducros, Grignan
- Mutatis, Mutandis. La collection Antoine de Galbert. 18 février – 13 mai 2007 à La maison rouge, Paris

## Autres fonctions
- Administrateur de l'École du Louvre
- Administrateur de l'Ecole Nationale Supérieure des Beaux-Arts de Paris
- Administrateur du Musée international des arts modestes à Sète

## Distinctions

### Décorations
- Officier de l'ordre des Arts et des Lettres Il est promu au grade d’officier par l’arrêté du 13 février 2015[18].
- Chevalier de l'ordre national du Mérite Il est fait chevalier le 15 mai 2009 pour récompenser ses 29 ans d'activités professionnelles et de services militaires[19].
- Officier de la Légion d'honneur[20]
- Médaille d'or de la Ville de Grenoble